# Luís Krus
Luís Filipe Llach Krus (7 de Setembro de 1954 - 7 de Junho de 2005) foi um historiador português que se dedicou sobretudo aos estudos sobre a Idade Média em Portugal. Licenciou-se em História na Faculdade de Letras da Universidade de Lisboa, onde depois foi monitor, antes de se mudar para a Faculdade de Ciências Sociais e Humanas da Universidade Nova de Lisboa, onde concluiu o doutoramento e leccionou até à morte.

## Obras do autor
1978

PIMENTA, Berta Martinha C.; PARNES, Leonardo; KRUS, Luís Filipe Llach, «Dois aspectos da sátira nos cancioneiros galaico- portugueses: “Sodomíticos e Cornudos”» in Revista da Faculdade de Letras de Lisboa, 4ª série, nº 2, 1978, pp. 113-128.

1981

«Escrita e poder: as Inquirições de Afonso III» in Estudos Medievais, Porto, nº 1, 1981, pp. 59–79.

«Entrevista conduzida por Maria Alexandre Lousada e Miguel Rodrigues com o núcleo de medievalistas da Faculdade de Ciências Sociais e Humanas da Universidade Nova de Lisboa» in História e Crítica, In memoriam Maria José Trindade, nº 7, Março, 1981, Faculdade de Letras – Departamento de História, pp. 74–78.

1982

«A vivência medieval do tempo» in Estudos de História de Portugal. Homenagem a A. H. de Oliveira Marques, vol. I – sécs. X-XV, Lisboa, Editorial Estampa, 1982, pp. 343–355.

MATTOSO, José; KRUS, Luís; BETTENCOURT, Olga, «As Inquirições de 1258 como fonte da história da nobreza - o julgado de Aguiar de Sousa», in Revista de História Económica e Social, Lisboa, nº 9, 1982, pp. 17–74.
1983

«A cidade no imaginário medieval» in Diário de Notícias, Suplemento História, Lisboa, 29 de Março de 1983.

«A representação do mundo» in Os Descobrimentos Portugueses e a Europa do Renascimento – “A Voz da terra ansiando pelo mar” – Antecedentes dos Descobrimentos, coord. José Mattoso, Lisboa, Presidência do Conselho de Ministros – Comissariado para a XVII Exposição Europeia de Arte, Ciência e Cultura – Imprensa Nacional / Casa da Moeda, 1983, pp. 239–293.

«S. Vicente e o mar: das relíquias às moedas» in Diário de Notícias, Suplemento História,Lisboa, 27 de Outubro de 1983.

1984

«Celeiro e Relíquias: o culto quatrocentista dos Mártires de Marrocos e a Devoção dos Nus» in Studium Generale. Estudos Contemporâneos, Porto, nº 6, 1984, pp. 21–42.

1985

«A morte das fadas: a lenda genealógica da Dama do Pé de Cabra» in Ler História, Lisboa,nº 6, 1985, pp. 3–34.

«[Recensão a] Chancelarias Portuguesas. D. Pedro I (1357-1367), A. H. de Oliveira Marques (organização, transcrição, revisão), Iria Gonçalves e Maria José Ferro Tavares(transcrição), João Alves Dias, Judite Cavaleiro Paixão e Teresa Ferreira Rodrigues(revisão), Centro de Estudos Históricos da Faculdade de Ciências Sociais e Humanas da Universidade Nova de Lisboa – Instituto Nacional de Investigação Científica, Lisboa,1984, 656 pp.» in Ler História, Lisboa, nº 5, 1985, pp. 143–147

«[Recensão a] Subsídios para o estudo das legitimações joaninas, Valentino Viegas,Heuris, Lisboa, 1984, 173 pp.» in Ler História, Lisboa, nº 5, 1985, p. 147-149.

1986

«[Apresentação de] March Bloch (1886-1944). Depoimentos de Miriam Halpern Pereira,Maria José Ferro Tavares e Carlos da Silva» in Ler História, Lisboa, nº 9, 1986, p. 123.

[Colaboração em] Dicionário Ilustrado da História de Portugal, coord. José Costa Pereira,vols. I-II, Lisboa, Publicações Alfa, 1986: «Afonso I, D.», vol. I, p. 23; «Afonso II, D.»,vol. I, pp. 23–24; «Afonso III, D.», vol. I, p. 24; «Afonso IV, D.», vol. I, p. 24; «Afonso,João», vol. I, p. 26; «António, Santo», vol. I, pp. 43–44; «Brandão, Frei António», vol. I, p. 78; «Bulas», vol. I, pp. 83–84; «Castro, Inês de», vol. I, pp. 114–115; «Cerejeira, Manuel Gonçalves», vol. I, p. 122; «Confirmações», vol. I, pp. 148– 149; «Corpo na Idade Média»,vol. I, pp. 157–158; «Corporações», vol. I, pp. 158–159; «Costa Lobo, António», vol. I, p. 168; «Cruzados na Conquista de Portugal», vol. I, p. 175; «Dinis, D.», vol. I, p. 190; «Doze de Inglaterra», vol. I, pp. 196–197; «Espaço na Idade Média», vol. I, p. 220;«Excomunhão», vol. I, pp. 226–227; «Família na Idade Média», vol. I, pp. 238–239;«Fernando I, D.», vol. I, p. 245; «Guterres, Paio», vol. I, p. 306; «Henrique, Conde D.»,vol. I, p. 308; «Homenagem», vol. I, p. 316; «Hugo», vol. I, p. 317; «Inquirições», vol. I,pp. 343–344; «Jardo, Domingos Anes», vol. I, p. 353; «Julião, Mestre», vol. I, pp. 364–365; «Lobato, Estêvão», vol. I, p. 393; «Lobato, Pêro Anes», vol. I, p. 393; «Moniz, Martim», vol. I, pp. 491–492; «Novais, Paio Peres», vol. II, p. 47; «Ordens Religiosas Militares»,vol. II, pp. 58–60; «Osberno», vol. II, p. 63; «Ourigues, Pedro», vol. II, pp. 65–66;«Ourique, Batalha de», vol. II, p. 66; «Pais, Gualdim», vol. II, pp. 72–73; «Pais, Pêro», vol.II, p. 73; «Pedro, D., Conde de Barcelos», vol. II, pp. 91–92; «Pereira, Álvaro Gonçalves»,vol. II, pp. 99–100; «Pereira, Gonçalo Gonçalves», vol. II, pp. 100–101; «Peres, Abril», vol. II, p. 103; «Peres Correia, Paio», vol. II, p. 104; «Pimentel, Estêvão Vasques», vol. II, p. 379; «Pimentel, Vasco Martins», vol. II, p. 109; «Raimundo de Borgonha, Conde», vol. II,p. 138; «Riba de Vizela, Gil Martins de», vol. II, p. 169; «Riba de Vizela, Martim Anes de», vol. II, p. 169; «Riba de Vizela, Martim Fernandes de», vol. II, pp. 169–170; «Ribadouro, Egas Gosendes de», vol. II, p. 170; «Ribeiro, Gonçalo Peres», vol. II, pp. 172–173; «Rodrigues, Martinho», vol. II, pp. 178–179; «Rodrigues, Pêro», vol. II, p. 179; «Roupinho, Fuas», vol. II, pp. 187–188; «Salvadores, Pedro», vol. II, pp. 200–201; «Sanches, Afonso», vol. II, pp. 201–202; «Sanches, Martim», vol. II, p. 202; «Sanches,Rodrigo», vol. II, pp. 202–203; «Sancho I, D.», vol. II, pp. 203–204; «Sancho II, D.», vol.
II, p. 204; «Sarracins, Afonso Mendes», vol. II, p. 213; «Soares, Lourenço», vol. II, p. 242; «Soares da Silva, Estêvão», vol. II, pp. 242–243; «Sousa, Vasco Martins», vol. II, p. 253;«Soverosa, Martim Gil de», vol. II, p. 383; «Tempo na Idade Média», vol. II, pp. 279–280;«Teresa, D.», vol. II, p. 283; «Urraca, D.», vol. II, pp. 308–309; «Vasques, Gil», vol. II, p. 317; «Viegas, Gonçalo», vol. II, p. 327; «Viegas, Lourenço», vol. II, pp. 327–328.

«[Recensão a] Santo António de Lisboa. A Águia e a Treva, Maria Cândida C. R. Monteiro Pacheco, Imprensa Nacional, Lisboa, 1986, 233 pp.» in Ler História, Lisboa, nº 9, 1986,pp. 131–133.

«[Recensão a] Visiones del Mas Alla en Galicia durante la alta Edad Media, M. C. Diaz y Diaz, Bibliofillos Gallegos, Santiago de Compostella, 1985, 181 pp.» in Ler História,Lisboa, nº 8, 1986, pp. 121–122.

MATTOSO, José; KRUS, Luís; ANDRADE, Amélia, «Paços de Ferreira na Idade Média:uma sociedade e uma economia agrárias», in Paços de Ferreira. Estudos Monográficos,Paços de Ferreira, Câmara Municipal de Paços de Ferreira, 1986, pp. 171–243.
1987

«Inquérito: Memória e ensino da história» in O Estudo da História. Boletim dos Sócios da Associação dos Professores de História, 2ª série, Lisboa, 1987, nº 3-4, pp. 79–85.

«O olhar do guerreiro da Reconquista sobre a paisagem» in O Estudo da História. Boletim dos Sócios da Associação dos Professores de História, Lisboa, 2ª série, nº 3-4, 1987, pp. 7–10.

«Tempo de Godos e Tempo de Mouros: as memórias da Reconquista» in O Estudo da História. Boletim dos Sócios da Associação dos Professores de História, Lisboa, 2ª série,nº 2, 1986-7, pp. 59–74.

«[Recensão a] J. Ruiz Domenec, La memória de los feudales, Barcelona, Argot, 1981, 268 pp.» in O Estudo da História. Boletim dos Sócios da Associação dos Professores de História, Lisboa, 2ª série, nº 1, 1986, pp. 56–60

«[Recensão a] CIRLOT, V. (org.), Epopeya e História, Argot, Barcelona, 1985, 213 pp.» in Estudos Medievais, Porto, nº 8, 1987, pp. 261–267.
1988

«Atitudes face à inovação/tradição na sociedade medieval» in Estudos Medievais, Porto, nº 9, 1988, pp. 211–219.
1989

A concepção nobiliárquica do espaço ibérico. Geografia dos livros de linhagens medievais portugueses (1280 – 1380), 2 vols., Lisboa, Dissertação de Doutoramento em História da Idade Média apresentada à Faculdade de Ciências Sociais e Humanas da Universidade Nova de Lisboa, policop., 1989 [Edição: A concepção nobiliárquica do espaço ibérico. Geografia dos Livros de Linhagens medievais portugueses (1280-1380), Lisboa, Fundação Calouste Gulbenkian – Junta Nacional de Investigação Científica e Tecnológica, 1994].

«Os heróis da Reconquista e a realeza sagrada medieval peninsular: Afonso X e a Primeira Crónica Geral de Espanha» in Penélope. Fazer e desfazer a História, Lisboa, nº 4, Nov. 1989, pp. 5–18.

«Património e linhagem: origens familiares e origens do reino nos finais do século XIII» in O Estudo da História. Boletim de publicação periódica da Associação de Professores de História, Lisboa, 2ª série, nº 7-9, 1988-1989, pp. 36–42.

«José Ángel Garcia de Cortázar e o medievalismo hispânico - tópicos de uma conversa», entrevista dirigida por Amélia Aguiar Andrade, Bernardo Vasconcelos e Sousa e Luís Krus, in Penélope. Fazer e desfazer a História, Lisboa, nº 2, Fev. 1989, pp. 115–128.

MATTOSO, José; KRUS, Luís; ANDRADE, Amélia, O Castelo e a Feira. A Terra de Santa Maria nos séculos XI a XIII, Lisboa, Editorial Estampa, 1989.
1990

D. Dinis e a herança dos Sousas. O inquérito régio de 1287, Lisboa, Prova Complementar de Doutoramento apresentada à Faculdade de Ciências Sociais e Humanas da Universidade Nova de Lisboa, policop., 1990.ed. in Estudos Medievais, Porto, nº 10, 1993, p. 119-158

1991

«O tema das origens da nobreza portucalense no relato fundacional da linhagem dos senhores da Maia (finais do século XIII)» in A Memória da Nação. Colóquio do Gabinete de Estudos de Simbologia realizado na Fundação Calouste Gulbenkian, 7-9 Outubro 1987, org. Francisco Bethencourt e Diogo Ramada Curto, Lisboa, Livraria Sá da Costa Editora, 1991, pp. 71–79.

FABIÃO, Carlos; KRUS, Luís; RAMOS, Rui, «A visão do passado em Non ou a vã glória de mandar de Manoel de Oliveira», in Penélope. Fazer e desfazer a História, Lisboa, nº 6, 1991, pp. 171–175.

1992

«André Vauchez: apresentação» in O Sagrado e as Culturas. Colóquio realizado entre 18 e 22 de Abril de 1989, Lisboa, Fundação Calouste Gulbenkian – ACARTE, 1992, pp. 211–212.

«Os heróis da Reconquista e a realeza sagrada medieval peninsular: Afonso X e a Primeira Crónica Geral de Espanha» in O Sagrado e as Culturas. Colóquio realizado entre 18 e 22 de Abril de 1989, Lisboa, Fundação Calouste Gulbenkian – ACARTE, 1992, pp. 83–91.

«As origens lendárias dos condes de Trastâmara» in Penélope. Fazer e desfazer a História,Lisboa, nº 8, 1992, pp. 43–49.

MATTOSO, José; CALDEIRA, Arlindo Manuel; SOUSA, Bernardo Vasconcelos e;KRUS, Luís, Portugal. A formação de um país, coord. Francisco Faria Paulino, Lisboa,Comissariado de Portugal para a Exposição Universal de Sevilha 1992, 1992[com tradução em inglês e em castelhano].

Chancelarias Portuguesas. D Afonso IV, vol. II (1336-1340), ed. preparada por A. H. de Oliveira Marques e Teresa Ferreira Rodrigues, transcrições de Teresa Rodrigues, revisão de A. H. de Oliveira Marques, Cristina Seuanes Serafim, Susana Münch Miranda, João Silva de Sousa, Luís Krus e João Pedro Ferro, Lisboa, Instituto Nacional de Investigação Científica – Centro de Estudos Históricos da Universidade Nova de Lisboa, 1992.

1993

[Colaboração em] Dicionário da Literatura Medieval Galega e Portuguesa, organização e coordenação de Giulia Lanciani e Giuseppe Tavani, Lisboa, Editorial Caminho, 1993: «Crónica», pp. 173–175; «Crónica Breve do Arquivo Nacional», pp. 175–176; «Crónica da Conquista do Algarve», p. 176; «Crónica de Portugal de 1419», pp. 185–186; «Crónica Geral de Espanha de 1344», pp. 189–190; «Crónicas Breves de S. Cruz», p. 194; «Fábula»,pp. 253–254; «Historiografia medieval», pp. 312–315; «Livro de Falcoaria», pp. 408–409;«Lucas de Tui», p. 427; «Rodrigo de Toledo», p. 578; «Vida de S. Gonçalo de Amarante»,pp. 668– 669.

«A cidade no discurso cultural nobiliárquico (sécs. XIII e XIV)» in A Cidade. Jornadas inter e pluridisciplinares – Actas, coord. Maria José Ferro Tavares, vol. II, Lisboa,Universidade Aberta, 1993, pp. 381–393.

«D. Dinis e a herança dos Sousas. O inquérito régio de 1287», in Estudos Medievais, Porto, nº 10, 1993, pp. 119–158.

KRUS, Luís; SOUSA, Bernardo Vasconcelos e, «A construção do passado de uma nobreza de serviço – As origens dos Pimentéis» in Utopia, Mitos e Formas. Compilação das comunicações apresentadas no Colóquio realizado de 17 a 20 de Janeiro de 1990, coord. Yvette Centeno, Lisboa, Fundação Calouste Gulbenkian - ACARTE, 1993, pp. 101–114.

MATTOSO, José; KRUS, Luís; ANDRADE, Amélia, A Terra de Santa Maria no século XIII. Problemas e Documentos, Santa Maria da Feira, Comissão de Vigilância do Castelo de Santa Maria da Feira, 1993.

1994

A concepção nobiliárquica do espaço ibérico. Geografia dos Livros de Linhagens medievais portugueses (1280-1380), Lisboa, Fundação Calouste Gulbenkian – Junta Nacional de Investigação Científica e Tecnológica, 1994.

«O discurso sobre o passado na legitimação do senhorialismo português dos finais do século XIII» in Passado, memória e poder na sociedade medieval portuguesa. Estudos, Redondo, Patrimonia, 1994, pp. 197–207.

«A memória histórica do País na população escolar do distrito de Castelo Branco – resultados de uma sondagem» in Comunicações das I Jornadas de História Regional do Distrito de Castelo Branco, Castelo Branco, Instituto Politécnico, 1994, pp. 223–230.

Passado, memória e poder na sociedade medieval portuguesa. Estudos, Redondo, Patrimonia, 1994.

«Uma variante peninsular do mito de Melusina: a origem dos Haros no Livro de Linhagens do Conde de Barcelos», in Passado, memória e poder na sociedade medieval portuguesa. Estudos, Redondo, Patrimonia, 1994, pp. 171–195.

1995

KRUS, Luís; CALDEIRA, Arlindo, VIIIº Centenário do nascimento de Santo António de Lisboa, coord. de José Mattoso, Lisboa, CTT Correios de Portugal, 1995.

1996

«Santo António, a cidade e as noivas» in Traje de noiva, 1800-2000, coord. Madalena Braz Teixeira, textos de Madalena Braz Teixeira, Luís Krus e Rui Rodrigues, Lisboa, Ministério da Cultura – Instituto Português dos Museus – Museu Nacional do Traje, 1996, pp. 29–34.
1997

História e Antologia da Literatura Portuguesa. Séculos XIII-XIV. A Prosa Medieval Portuguesa II, coord. de Isabel Allegro de Magalhães, textos de Ester de Lemos, Luís Krus, José Mattoso, Joaquim Mendes e Teresa Amado, Lisboa, Fundação Calouste Gulbenkian – Serviço de Bibliotecas e Apoio à Leitura, «Série HALP, nº 4», 1997.

1998

«O imaginário português e os medos do mar» in A descoberta do homem e do mundo, org. Adauto Novaes, São Paulo, Ministério da Cultura – Fundação Nacional de Arte – Companhia das Letras, 1998, pp. 95–105.

[Colaboração em] A arte e o mar. [Catálogo da] Exposição organizada pelo Museu Calouste Gulbenkian, 18 de Maio a 30 de Agosto de 1998, coord. Fernando António Baptista Pereira, Maria Isabel Pereira Coutinho e Maria Rosa Figueiredo, Lisboa, Fundação Calouste Gulbenkian, 1998: «Primeiras imagens do mar: entre o Desejo e o
Medo», pp. 29–39; «Mapa Mundi. Comentário ao Apocalipse, Beato de Liebana, copiado e iluminado pelo monge Egas», p. 55; «L’Image du Monde. Seguido de [Adaptação do Anticlaudiano de Alanus de Insulis] por Ellebant», p. 56; «Trezenzónio, De solistitionis insula magna», pp. 56–57; «Conto do Amaro», p. 57.

História Cultural e das Mentalidades Medievais (Lição Síntese) – A produção do passado nas comunidades letradas do Entre Minho e Mondego nos séculos XI e XII: as origens da analística portuguesa, Lisboa, Sumário pormenorizado apresentado à Universidade Nova de Lisboa no âmbito da prestação de Provas para Agregado no grupo de disciplinas de História e História da Arte, policop, 1998.

História cultural e das mentalidades. Programa, conteúdos, métodos e bibliografia,Universidade Nova de Lisboa, 1998 (relatório mimeografado apresentado para provas de agregação)

(com Jorge Dias, Margarida Lucena, Rui Martinho), “O nascimento da Europa e a expansão islâmica” in Momentos Históricos -7/º ano, Lisboa, Constância, 1998.

(com Jorge Dias, Margarida Lucena, Rui Martinho), “Portugal no contexto europeu dos séculos XII a XIV” in Momentos Históricos -7/º ano, Lisboa, Constância, 1998.

1999

“Livros de linhagens medievais” in Biblos – Enciclopédia Verbo das Literaturas de Língua Portuguesas, tomo III, Lisboa, Verbo, 1999, pp. 198–201.

ANDRADE, Amélia; KRUS, Luís, «Preâmbulo» in João Luís Inglês Fontes, Valdevez Medieval. Roteiro Bibliográfico, Arcos de Valdevez, Câmara Municipal de Arcos de Valdevez, 1999, pp. 7–8.
2000

Valdevez Medieval. Documentos I. 950-1299, coord. de Amélia Aguiar Andrade e Luís Krus, transcrições de Filomena Melo e João Luís Fontes, Arcos de Valdevez, Câmara Municipal de Arcos de Valdevez, 2000.

«Prefácio» in João Luís Inglês Fontes, Percursos e memória: do Infante D. Fernando ao “Infante Santo”, Cascais, Patrimonia, 2000, pp. 7–8.

«Prefácio» in Odília Filomena Alves Gameiro, A construção das memórias nobiliárquicas medievais. O passado da linhagem dos senhores de Sousa, Lisboa, Sociedade Histórica da Independência de Portugal, 2000, pp. 7–11.

2001

(coord.), «Século XIII: a consolidação de Portugal» in Memória de Portugal. O Milénio Português, dir. Roberto Carneiro e Artur Teodoro de Matos, Lisboa, Círculo de Leitores – Centro de Estudos dos Povos e Culturas de Expressão Portuguesa da Universidade Católica Portuguesa, 2001, pp. 106–163.

«Historiografia. I. Época Medieval» in Dicionário de História Religiosa de Portugal, dir. Carlos Moreira Azevedo, tomo IV, Lisboa, Centro de Estudos de História Religiosa da Universidade Católica Portuguesa – Círculo de Leitores, 2001, pp. 512–523.

«Morar. Tipologia, funções e quotidianos da habitação medieval», coord. Luís Krus, Maria Adelaide Miranda e Miguel Alarcão, in Media Aetas. Revista de Estudos Medievais, Ponta Delgada, nº 3-4, 2000/2001.

Valdevez Medieval. Documentos II. Arquivos de Lisboa, 1300-1479, coord. de Amélia Aguiar Andrade e Luís Krus, transcrições de Filipa Silva e João Luís Fontes, Arcos de Valdevez, Câmara Municipal de Arcos de Valdevez, 2001.

“Os manuais escolares e o ensino da Idade Média” in Maria Cândida Proença (dir.), Um século de ensino da História, Lisboa, Colibri, 2001, pp. 163–168.

“Prefácio” in Maria Sofia M. Condessa, A memória das cidades dos séculos XII a XIV nas crónicas de Rui de Pina e Duarte Galvão, Cascais, Patrimonia, 2001, pp. 7–8

«Prefácio» in Alcina Manuela de Oliveira Martins, O mosteiro de S. Salvador de Vairão na Idade Média: o percurso de uma comunidade feminina, Porto, Universidade Portucalense,2001, pp. 9–10.

2002

Animalia. Presença e Representações, coord. Miguel Alarcão, Luís Krus e Maria Adelaide Miranda, Lisboa, Edições Colibri, 2002.

2003

«Prefácio» in Armando de Sousa Pereira, Representações da guerra no Portugal da Reconquista (séculos XI-XIII), Lisboa, Comissão Portuguesa de História Militar, 2003, pp. 7–8.

2005

A Nova Lisboa Medieval, coord. Luís Krus, Miguel Alarcão e Maria Adelaide Miranda, Lisboa, Edições Colibri, 2005.

2007

Lisboa Medieval. Os rostos da cidade, coord. Luís Krus, Luís Filipe Oliveira e João Luís Fontes, Lisboa, Livros Horizonte, 2007.

No prelo:
Valdevez Medieval- Documentos. III. 1480-1518. Arquivos de Lisboa, organização de Amélia Aguiar Andrade e Luís Krus, transcrições de Filipa Silva e João Luís Fontes, Arcos de Valdevez, Câmara Municipal.
2010
Aviões do mundo universal, o retorno 2.